# 桑畑亨成
桑畑 亨成（くわはた きょうせい、1998年5月14日 - ）は、日本の俳優。宮崎県出身。エイベックス・マネジメント所属。2021年2月末にグループ自体が活動終了するまで、イケ家!のメンバーとして活動していた。

## 略歴
- 2018年、GirlsAward × avex『BoysAward Audition 4th』準グランプリ受賞[3]。同オーディションの受賞者、ファイナリストで結成された俳優ユニット「イケ家！」のメンバーとなる。

## 人物
- 趣味はドラマ・映画を見ること。
- 特技はサッカー、野球、ラテアート。

## 出演

### テレビドラマ
- 3年A組-今から皆さんは、人質です- 第4話（2019年1月27日、日本テレビ）
- パーフェクトクライム 第2話（2019年1月27日 - 、ABCテレビ・テレビ朝日系〈一部地域除く〉）
- 都立水商！〜令和〜（2019年5月5日 - 6月23日、 毎日放送 / 5月7日 - 6月25日、TBS） - 都築昂 役[4]
- スカム 第4話（2019年7月22日、MBS / 7月24日、TBS）
- あおざくら 防衛大学校物語（2019年10月31日 - 11月28日、MBS 他）
- 仮面ライダーゼロワン 第14・15・24・41話（2019年12月8日・15日・2020年2月23日・8月2日、テレビ朝日） - 宇宙野郎昴 役[5][6]
- スイーツ食って何が悪い！（2020年1月14日、TOKYO MX）
- 映像研には手を出すな!（2020年4月6日 - 5月11日、毎日放送 / 2020年4月8日 - 5月13日、TBS） - 参号 役
- ９５ 第2話・第3話・第5話・第7話（2024年4月15日・22日・5月6日・20日、テレビ東京） - 江戸橋学園生徒 役[7]

### テレビ番組
- 戦国炒飯TV 〜なんとなく歴史が学べる映像〜（2020年） - 松平信康 役[8]

### 配信番組
- 恋ステLAST CINDERELLA（2020年10月13日 - 10月27日 、ABEMA）[9]
- 私が獣になった夜（2021年7月9日、ABEMA）[10]

### 舞台
- あずみ〜戦国編〜（2020年3月14日 - 29日、東京：Bunkamuraシアターコクーン / 4月4日・5日、大阪：COOL JAPAN PARK OSAKA WW ホール[注 1]）
- 陽だまりの樹（2021年3月5日 - 14日、ヒューリックホール東京 / 3月27日・28日、梅田芸術劇場 シアタードラマシティ）[13]
- AI懲戒師・クシナダ（2021年12月1日 - 5日、CBGKシブゲキ!!） - 田近ラオ 役[14]
- 『東京カラーソニック!!』the Stage Vol.2（2023年11月10日 - 19日、天王洲 銀河劇場） - アンサンブル[15]
- ACTORS STAND vol.1（2024年4月17日 - 21日、赤坂RED/THEATER）[16]
- Only Stupid They（2024年5月29日 - 6月2日、シアターサンモール） - 安藤一 役[17]
- 醉いどれ天使（2025年11月7日 - 23日〈予定〉、東京：明治座 / 11月28日 - 30日〈予定〉、愛知：御園座 / 12月5日 - 14日〈予定〉、大阪：新歌舞伎座）[18]

### オリジナルビデオ
- ゼロワン Others 仮面ライダー滅亡迅雷（2021年7月14日発売） - 宇宙野郎昴 役[19]

### PV
- 二人目のジャイアン「愛でもくらえ」（2020年）

### 書籍
- a-books GRAVURE 2019 -Men's Collection-